# Забелло, Пармен Петрович
Парме́н Петро́вич Забе́лло (9 августа 1830, Монастырище, Ичнянский район — 25 февраля 1917, Лозанна) — русский скульптор, академик Императорской Академии художеств.

## Биография
Происходил из дворянского рода Забелло.
Среднее образование получил в санкт-петербургском училище Петришуле и Киевской 1-й гимназии, по окончании курса которой в 1848 году поступил в Императорскую академию художеств. Получив от академии малую серебряную медаль за успехи в лепке, отправился в 1854 году за собственный счет в Италию и провёл в этой стране восемь лет, работая, главным образом, в Риме и Флоренции. В это время им были изваяны мраморные статуи «Наяда» (для фонтана, по заказу императрицы Александры Фёдоровны), «Ревекка у колодца», «Татьяна» (героиня поэмы Пушкина) и «Горе» (для надгробного памятника графини Тышкевич в Ницце) и несколько портретных бюстов и барельефов, между прочим, портреты четырёх членов фамилии Кочубей, за которые Академия в 1869 возвела его в звание академика.
По возвращении в 1872 году из-за границы, Забелло поселился в Санкт-Петербурге. Преподавал рисование и черчение в училище Гуревича.
Из исполненных им произведений достойны внимания:
- группа «Русалка» (для фонтана в Казани),
- бюст Александра I перед Александровским лицеем в Санкт-Петербурге (не сохранился),
- «Христос в Гефсиманском саду»,
- две статуи императора Александра II (одна из них — для здания Окружного суда[3]),
- его же бюст,
- мраморный бюст Т. Г. Шевченко (в Чернигове),
- бюст Н. В. Гоголя (в Нежине),
- бюст M. E. Салтыкова-Щедрина,
- бюст М. В. Ломоносова на памятнике учёному в центре сквера на площади Ломоносова в Санкт-Петербурге (установлен в 1892 году)[4],
- статуя «Нимфа» (в Царскосельском музее-заповеднике)
- надгробия: 
  - писателя А. И. Герцена в Ницце (1872),
  - композитора и музыкального критика А. Н. Серова[5] на Тихвинском кладбище Александро-Невской лавры (1881, архит. Л. Бенуа).
  - и некоторых других.

## Семья
- Жена — Жозефина Людовиковна Бове.
- Сын Георгий (1864—1946) был последним генеральным консулом Российской империи в Риме.

## Галерея

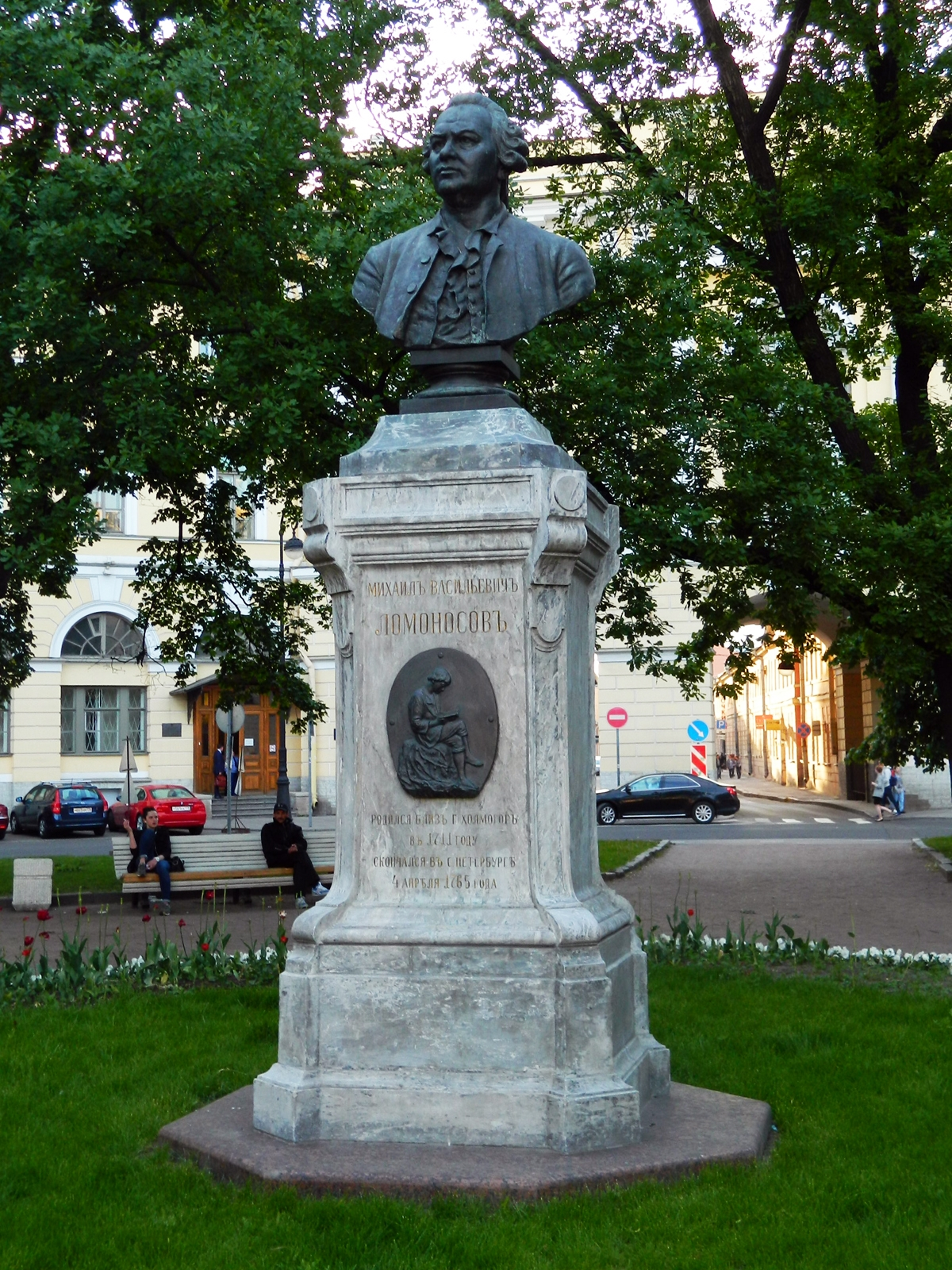
Памятник М. В. Ломоносову (Санкт-Петербург)
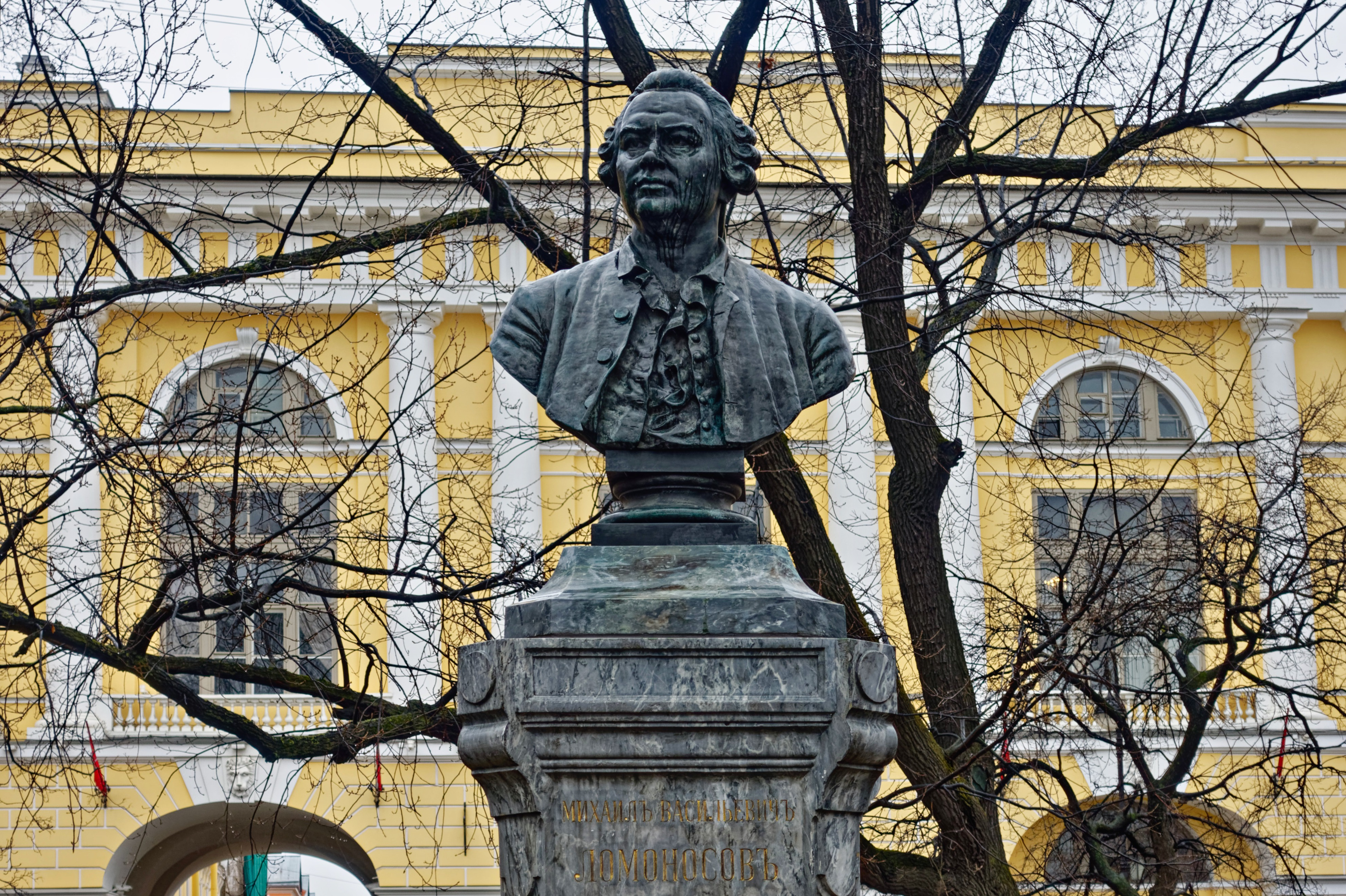
Памятник М. В. Ломоносову. Бюст (Санкт-Петербург)
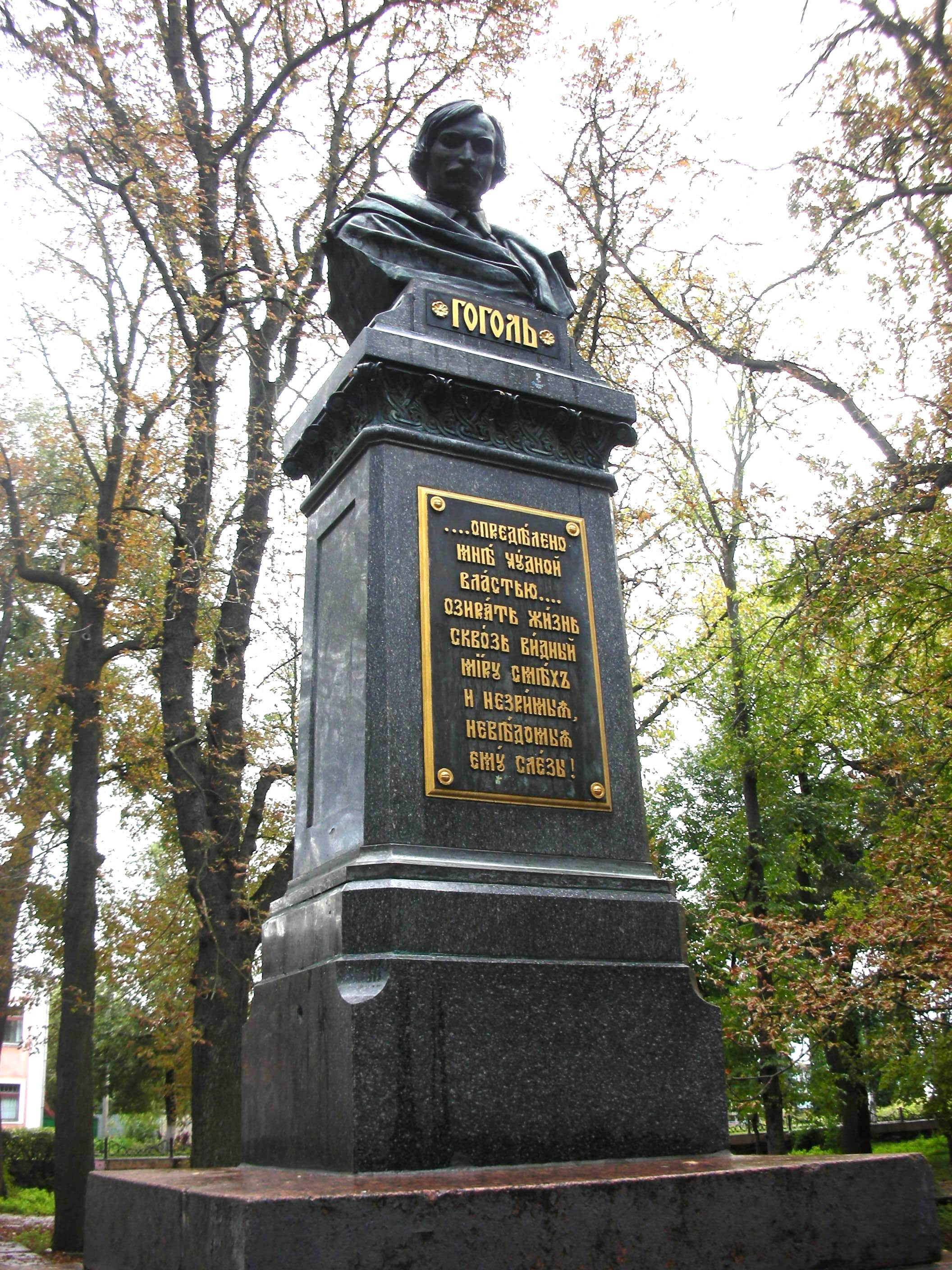
Памятник Н. В. Гоголю (Нежин)
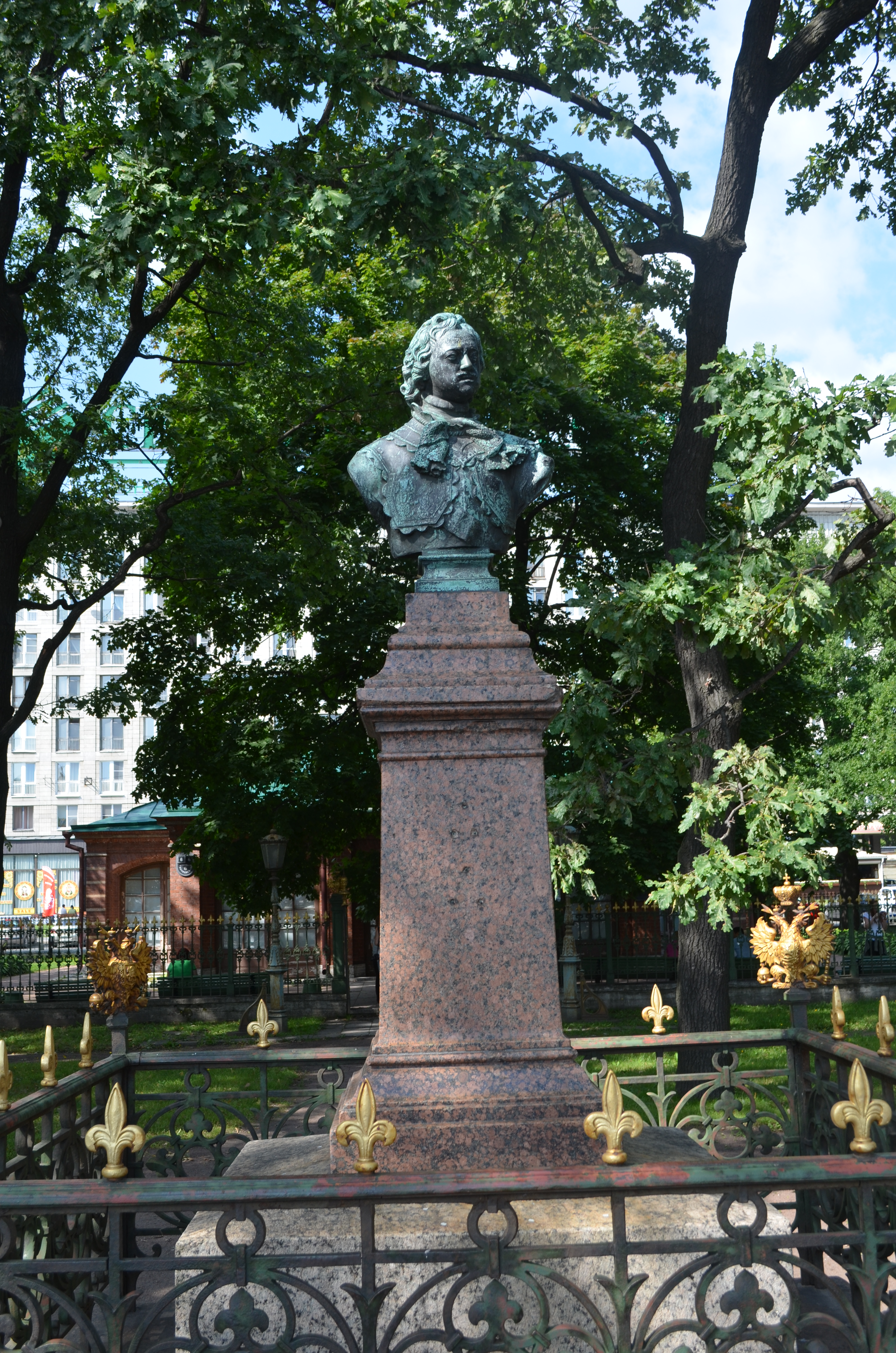
Бюст Петра I (Санкт-Петербург)
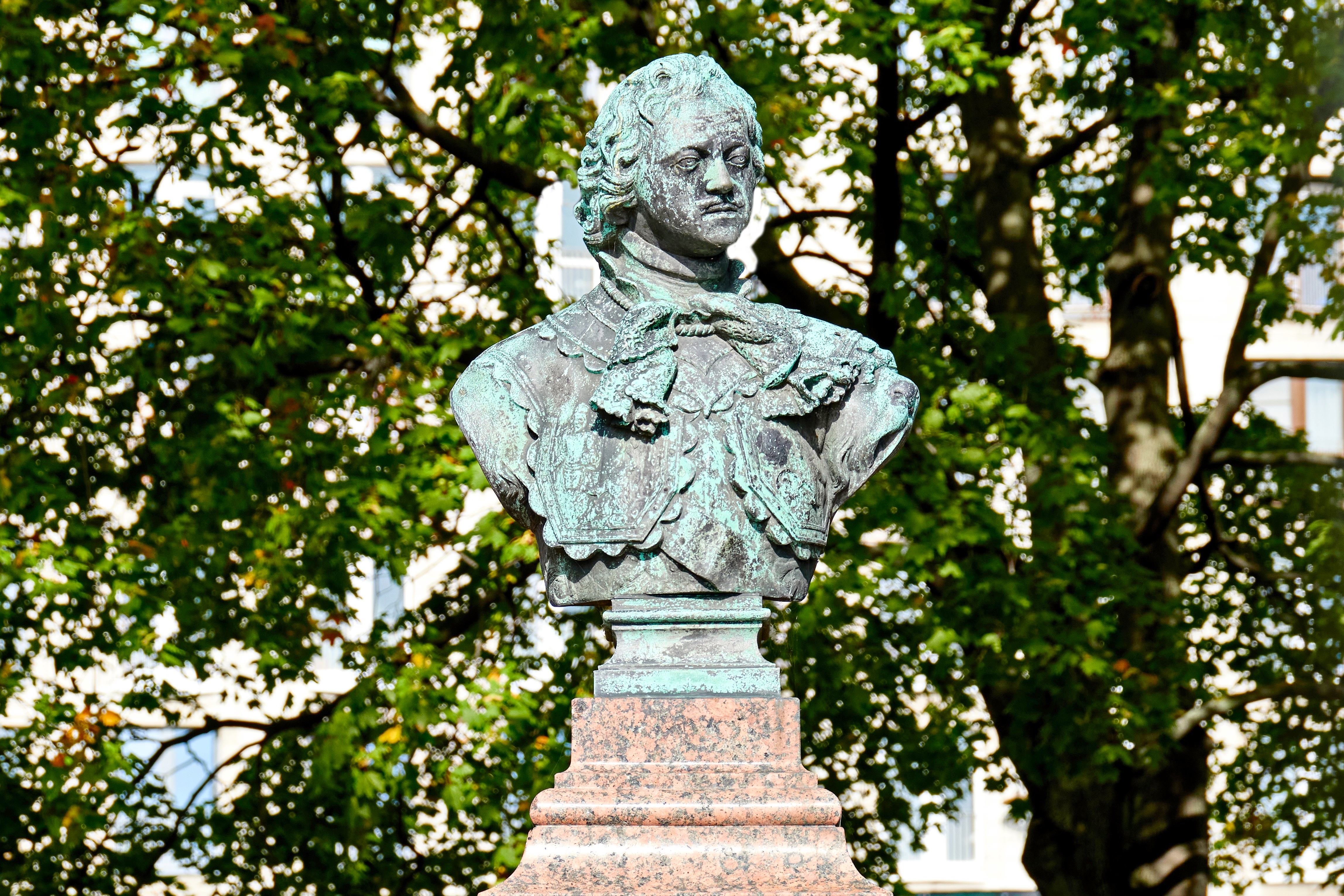
Бюст Петра I (Санкт-Петербург)
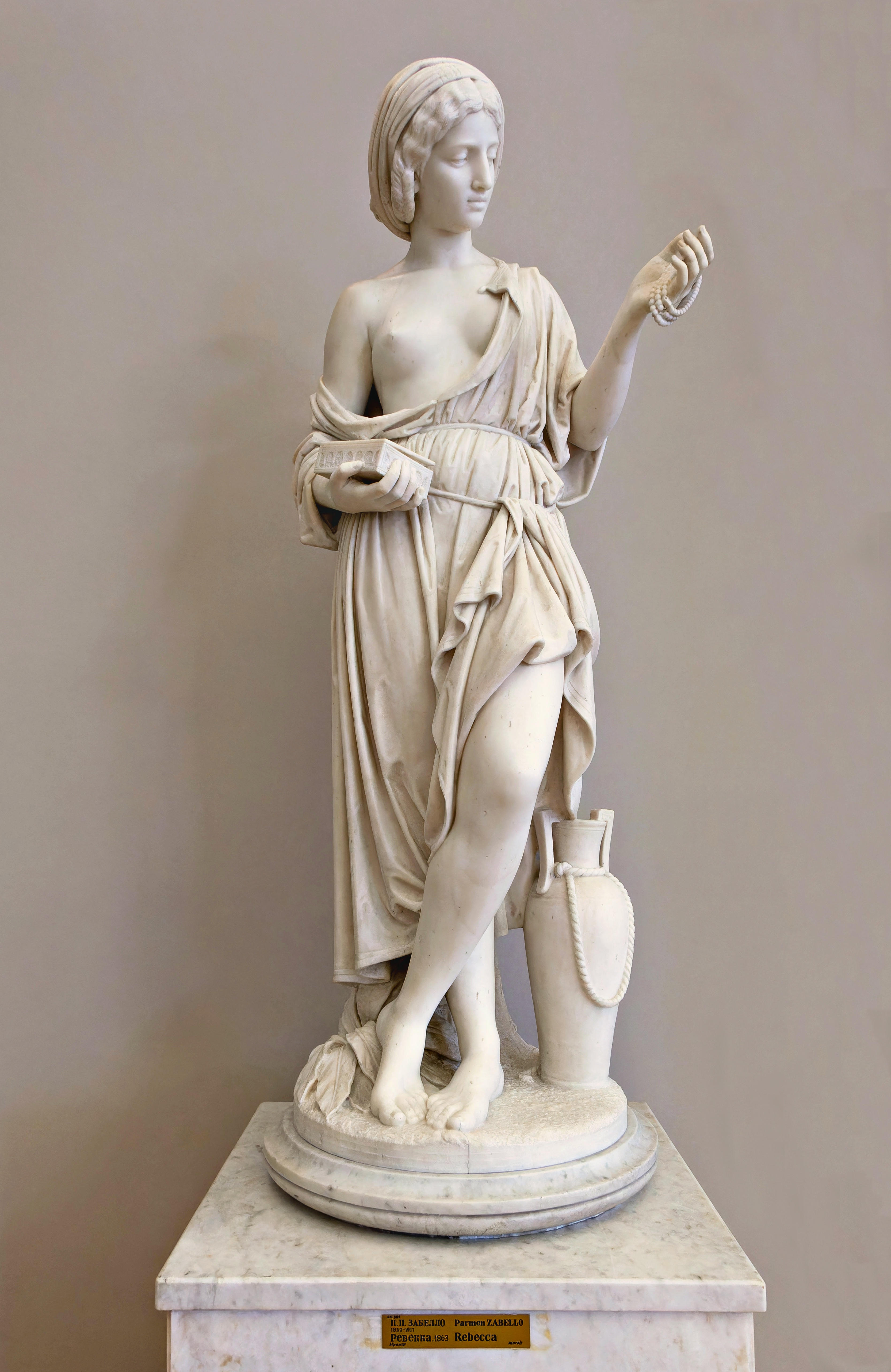
Статуя «Ревекка» (Государственный Русский музей)
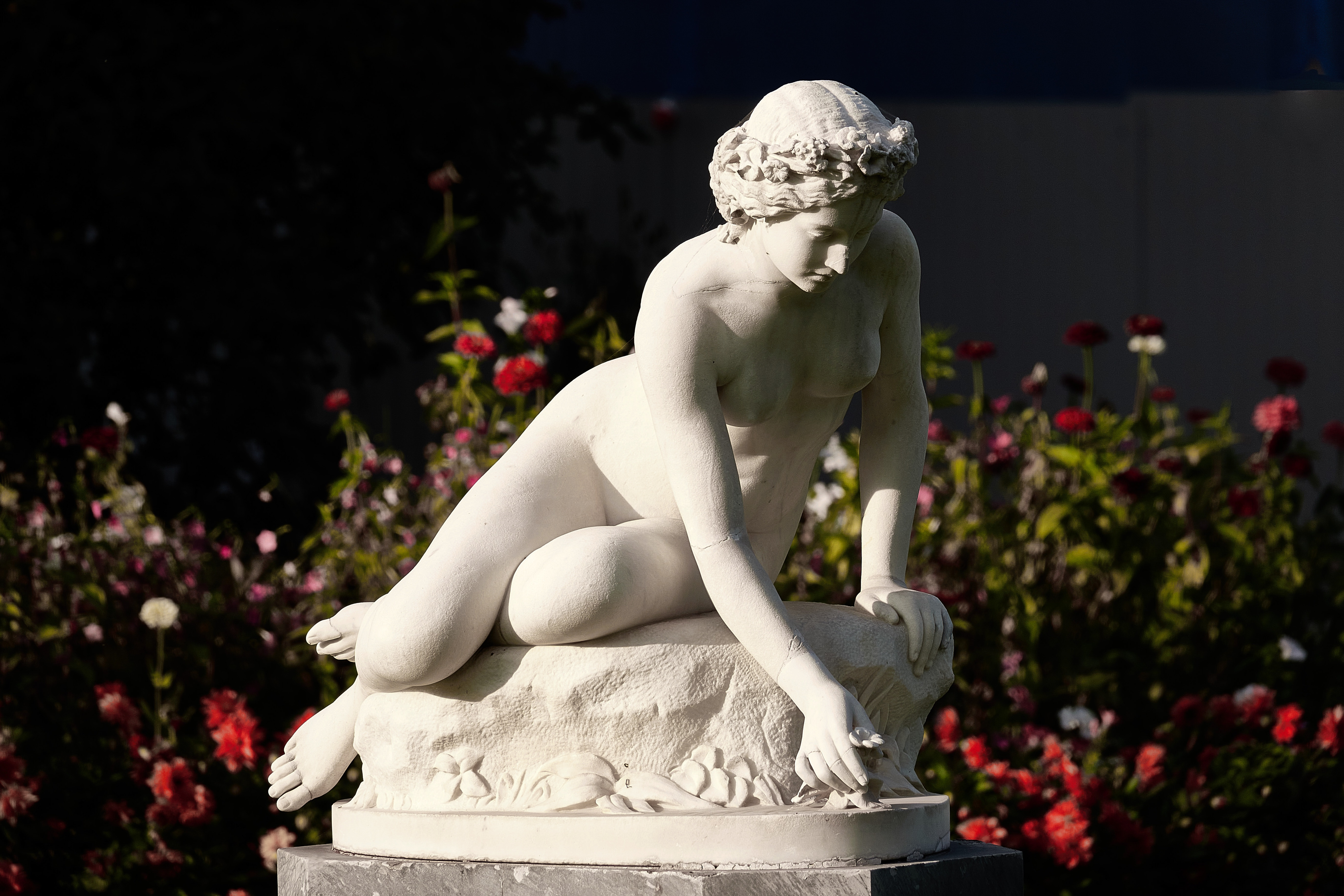
Статуя «Нимфа» (ГМЗ «Царское Село», Пушкин, Санкт-Петербург)
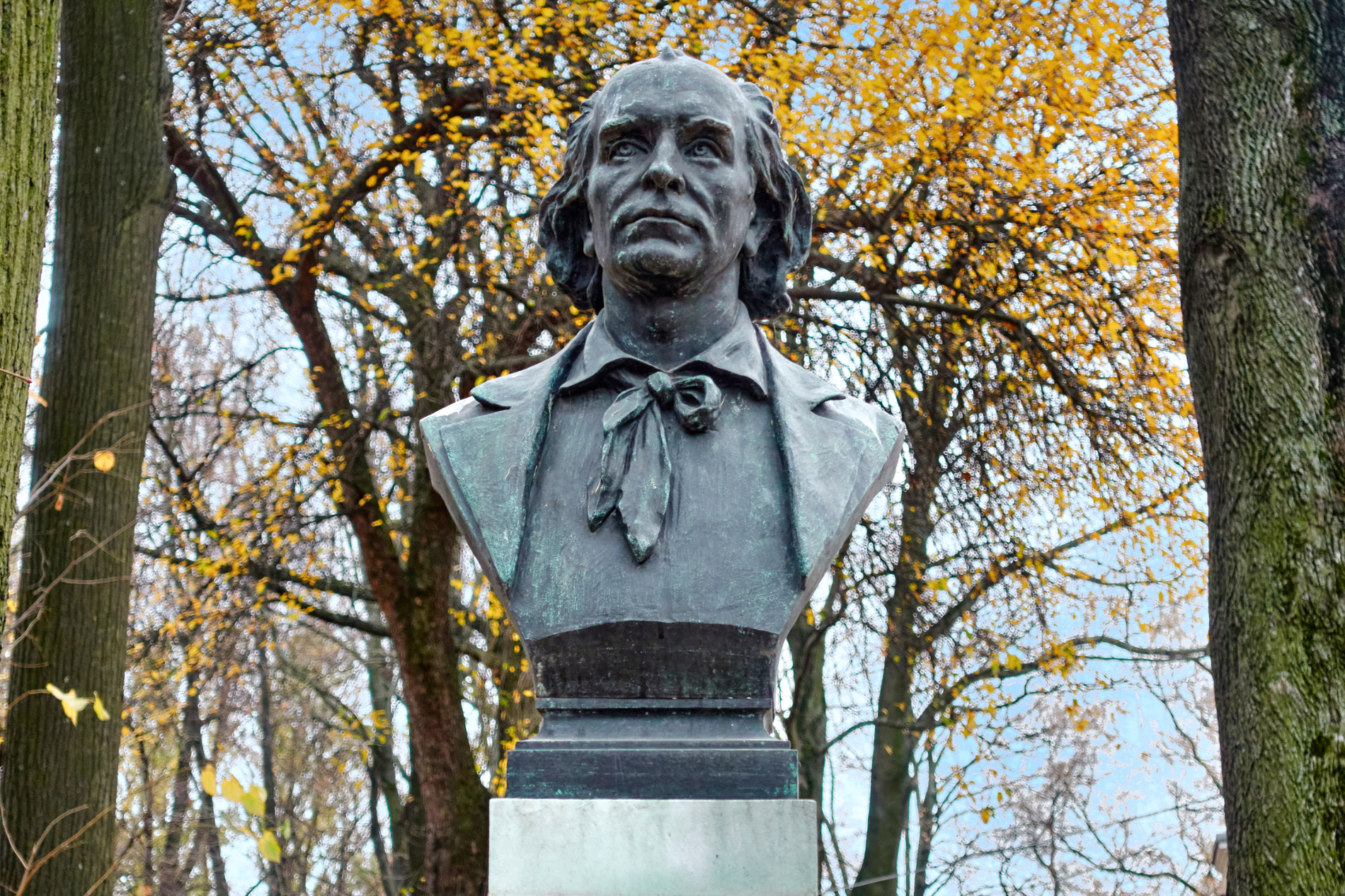
Бюст А. Н. Серова (Некрополь мастеров искусств Александро-Невской Лавры, Санкт-Петербург)
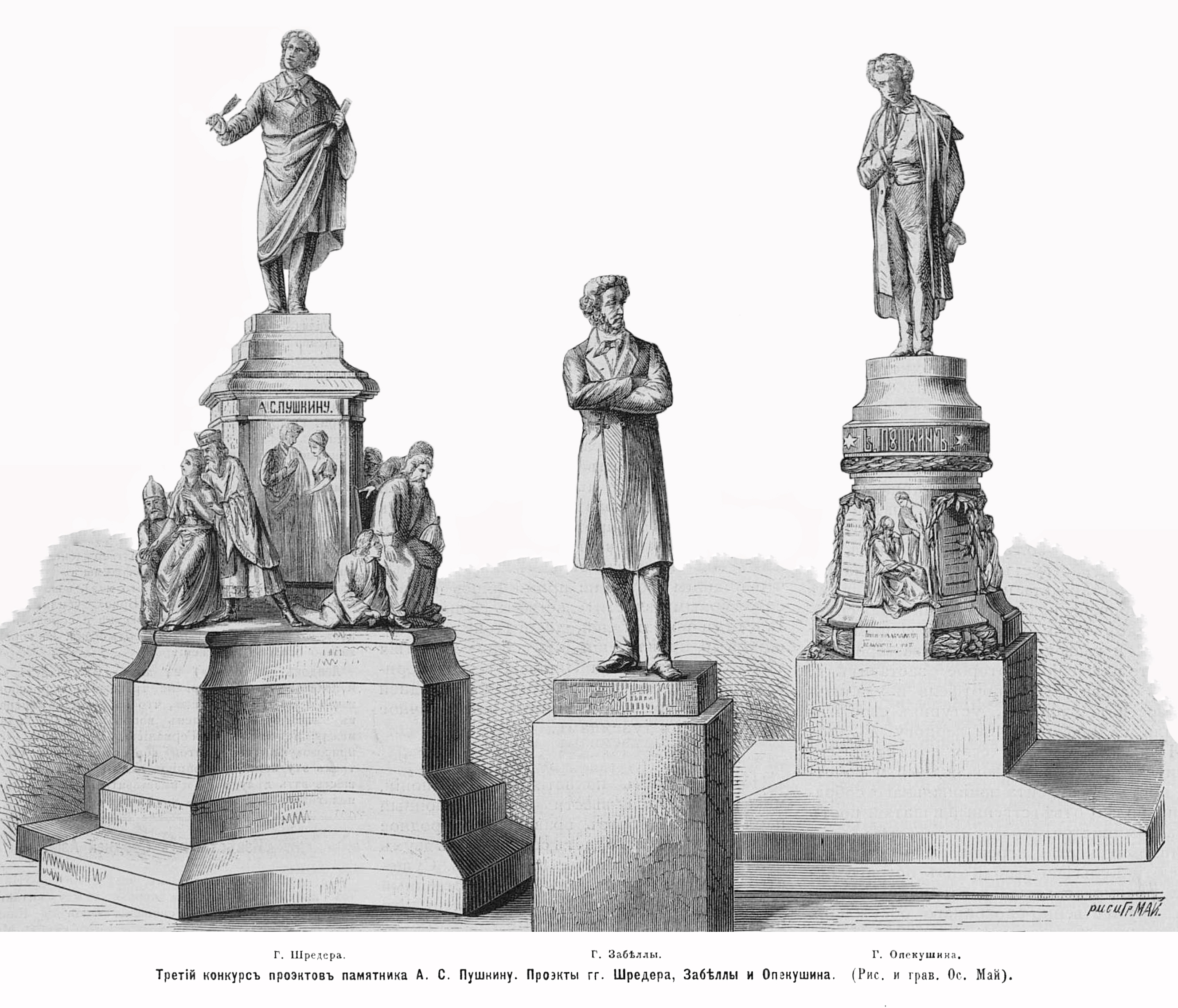
Проекты памятника А. С. Пушкину (1875)